# Coapinola
Coapinola är en ort i Mexiko.   Den ligger i kommunen Ayutla de los Libres och delstaten Guerrero, i den södra delen av landet, 280 km söder om huvudstaden Mexico City. Coapinola ligger 949 meter över havet och antalet invånare är 382.
Terrängen runt Coapinola är huvudsakligen kuperad, men norrut är den bergig. Terrängen runt Coapinola sluttar västerut. Runt Coapinola är det ganska glesbefolkat, med 29 invånare per kvadratkilometer. Närmaste större samhälle är Ayutla de los Libres, 9,6 km väster om Coapinola. I omgivningarna runt Coapinola växer huvudsakligen savannskog.